# Graïba
Graïba ou El Gheraïba (arabe : الغريبة) est une ville tunisienne située à une trentaine de kilomètres au sud de Mahrès et à une vingtaine de kilomètres au nord de Skhira.
Rattachée administrativement au gouvernorat de Sfax, elle constitue une municipalité comptant 3 251 habitants en 2014 ; elle est aussi le chef-lieu d'une délégation.
Il s'agit d'un bourg agricole situé à la limite sud de la grande oliveraie de Sfax. Aujourd'hui, la ville est un nœud de ferroviaire entre la ligne Sfax-Gafsa pour le trafic des phosphates et la ligne vers Gabès. Un oléoduc important passe à proximité immédiate de la ville.